# صائب الخريسات
صائب عبد الحليم مفلح الخريسات سياسي أردني. عُين وزيرًا لوزارة الزراعة الأردنية ضمن التعديل الوزاري على حكومة جعفر حسان في 6 أغسطس 2025.

## حياته
في 6 أغسطس 2025، أدى اليمين القانونية وزيرًا للزراعة أمام ملك الأردن عبد الله الثاني في قصر الحسينية.